# Дњепарска хидроелектрана
Дњепарска хидроелектрана (укр. ДніпроГЕС; рус. ДнепроГЭС) је брана и хидроелектрана на реци Дњепар изнад града Запорожје. Некад је носила име Владимира Иљича Лењина и била је објекат са којим се Совјетски Савез поносио и хвалио јер је све до Другог светског рата била једна од највећих на свету.

## Карактеристике и историјат градње
Она је и данас највећа хидроелектрана у Украјини, а све до изградње Стаљинградске хидроелектране на Волги била је највећа у Европи. Зграда хидроелектране подигнута је на десној обали реке Дњепар изнад града Запорожје и изнад острва Хортица, а испод некадашњих задњих брзака. Први планови за градњу те хидроелектране рађени су још 1905, али су планови за изградњу бране која би преплавила Дњепарске брзаке и тако учинила Дњепар пловним целом дужином рађени још у 19. веку. Један од пројеката за хидроелектрану предложио је украјински инжењер Мохилко, али од свега тога није било ништа све до оснивања Совјетског Савеза кад је прихваћен план Ивана Александрова, јер је Дњепарска хидроелектрана била међу првих 10 хидроенергетских објеката које је планирала Државна комисија за електрификацију Совјетског Савеза.
Изградња бране започела је 1927. а њен планирани потенцијал био је 558.000 kW. До 1932. пуштено је у погон првих пет од његових девет планираних генератора. У градњи Дњепарске хидроелектране учествовали су и амерички стручњаци под вођством пуковника Хју Купера јер су све тешке грађевинске машине и први генератори увезени из САД.
За потребе хидроелектране река је преграђена армирано-бетонском браном дугом 760 м, високом 60 м, која је подигла водостај Дњепра за 37,8 м и тако поплавила брзаке изнад бране, па је тако река постала пловна током целе године. Три уставе дуге готово 2 км подигнуте су на левој обали реке, а оне омогућују бродовима да обиђу брану. Изнад бране формирано је огромно акумулационо језеро, које је испунило уску котлину Дњепра до Дњепропетровска. То вештачко језеро, дуго је готово 140 км, широко је од 1,5 км (на врху) до 3 км код бране, а досеже дубину до 60 метара; оно се простире на терену од 320 км², и има готово 1,5 милијарди м³ воде.
До Другог светског рата Дњепарска хидроелектрана прорадила је пуном снагом, осим у току летњих и јесењих месеци, кад се због ниског водостаја у акумулационом језеру морала драстично смањити производња електричне енергије, па су радила само два од девет генератора, а чак су и они радили с ограниченим капацитетом.
Јединице Црвене армије су приликом свог повлачења 1941. минирале брану и евакуирале (или уништиле) генераторе и опрему. Немачке снаге су успеле да ју делимично обнове, али су је поновно уништиле приликом свог повлачења 1943. године. У периоду 1944 - 1947. обновљена су три агрегата, а остатак је обновљен током 1950-их. Тако да је 1979. свих девет агрегата производило укупно 1.312.000 kW.
Дњепарска хидроелектрана данас не испуњава потребе за енергијом Дњепарског краја. Она то није могла чак ни пре рата, кад је радила у оквиру Дњепарског енергетског прстена, у ком су биле и термоелектране Дњепродзержински и Криви Рог уз неке мање хидроелектране. Након рата Дњепарски енергетски систем повезан је са Доњецким системом да се тако формира Јужни енергетски систем. Неуравнотежени баланс електричне енергије јужног система превладан је само 1955, када је пуштена у погон хидроелектрана Каховскаја па је 1969. почела изградња хидроелектране Дњепрохес 2.